# Kokō no Hito
Kokou no Hito (孤高の人 Kokō no Hito?, lit. Persona solitaria), conocido como The Climber, es una serie de manga escrita e ilustrada por Shin'ichi Sakamoto, con el guion inicial a cargo de Hiroshi Takano y Yoshiro Nabeda, e inspirado inicialmente en la novela de mismo nombre de Jirō Nitta. Fue serializado en la revista seinen de Shūeisha, Shūkan Young Jump, entre el 1 de noviembre de 2007 hasta el 27 de octubre de 2011, cuyos 170 capítulos fueron compilados en 17 volúmenes.
La historia trata sobre el montañista solitario Mori Buntarō, parcialmente inspirado en la vida real del escalador Buntarō Katō, quién es introducido a la escalada deportiva luego de ser transferido a una nueva escuela secundaria. Luego de un breve tiempo, el protagonista decide tener como objetivo de vida escalar el lado este del K2 y llegar a su cima, lo cual nunca ha sido completado por un ser humano.

## Argumento
Los eventos tratan sobre el solitario y de apariencia lúgubre Buntarō Mori (森 文太郎 Mori Buntarō?), es un estudiante transferido en la escuela secundaria Yokosuka Kita, quién descubre su pasión por escalar. La historia progresa hasta su adultez, mostrando sus diferentes situaciones cotidianas, su depresión, momentos de soledad y sus sueños de poder escalar la zona más difícil del mundo, el lado este del K2. 

### Personajes
Buntaro Mori (森 文太郎 Mori Buntarō?)
Seiyū: Hikaru Midorikawa (VOMIC)
Una persona silenciosa atormentado por un incidente en el pasado, es transferido a la Escuela Secundaria Yokosuka Kita, donde descubre la escalada deportiva. A pesar de recibir invitaciones a grupos y clubes, sus planes iniciales eran realizar escalada en solo. La inspiración del personaje proviene del alpinista real Buntaro Kato (1905-1936).
Hajime Miyamoto (宮本 一 Miyamoto Hajime?)
Seiyū: Daisuke Matsubara (VOMIC)
Un compañero de clase de Buntaro, quién lo desafió a escalar el edificio de la escuela en su primer día. Posee una gran condición física, con sueños de viajar a Francia y escalar la ruta más complicada en Céüse. El personaje fue modelado en Yoshisuke Kanagawa de la novela.
Masao Onishi (大西 政雄 Ōnishi Masao?)
Seiyū: Masaya Takatsuka (VOMIC)
Profesor de inglés en la Escuela Secundaria Yokosuka Kita. También es un escalador profesional, formando una peculiar relación maestro-aprendiz con Buntaro. Es el encargado del club de Escalada. El personaje fue modelado en Toyama de la novela.
Yumi Shirai (白井 夕実 Shirai Yumi?)
Amiga de la infancia y compañera de clase de Miyamoto. Luego de un incidente acompañando al club de Escalada en una montaña, su relación interpersonal con Buntaro terminó distorsionada. El personaje fue modelado en Sonoko de la novela.

## Publicación
Inicialmente fue escrito por Yoshirō Nabeda e ilustrado por Shin'ichi Sakamoto, fue serializado en la revista seinen de Shūeisha,  Shūkan Young Jump, debutando en la edición número 48 el 1 de noviembre de 2007 y concluyendo el 27 de octubre de 2011. Los 170 capítulos fueron compilados en 17 volúmenes formato tankōbon, entre abril de 2008 hasta noviembre de 2011.
En países europeos como Francia e Italia, fue originalmente presentado bajo el título Ascension. En las ediciones italianas de J-Pop, fue renombrado al nombre internacional The Climber. En Francia, la publicación del manga fue presentado en colaboración con la Federación Francesa de Montaña y Escalada (FFME), donde el director técnico Pierre-Henri Paillasson destaca que fue elegido por su precisión de diálogos descriptivos, los puntos técnicos y las competiciones de escalada. Desde mayo de 2023, la serie ha sido publicada en España a través de Milky Way Ediciones, en un formato rústica de tapa blanda.

### Volúmenes
| Volumen 1 | ISBN                                          | Publicado                              |
| Volumen 1 | ISBN 978-4-08-877426-8 ISBN 978-8-419-53674-7 | 18 de abril de 2008 31 de mayo de 2023 |
| |                                               |                                        |
| Contiene los capítulos: Todos los capítulos individuales son nombrados Ascenso. - 1. Escalando el instituto (校舎登攀 Kōsha tōhan?) - 2. Compañeros de cordada (ザイルパートナー Zairupātonā?) - 3. Pies de gato (クライミングシューズ Kuraimingushūzu?) - 4. Escalada mental (脳内クライミング Nōnai kuraimingu?) - 5. A vista (オンサイト Onsaito?) - 6. ¡A observar! (オブザベーション！ Obuzabēshon!?) - 7. Movimientos (ムーヴ！ Mūvu!?) - 8. Monte Takatori (高鳥山 Takatoriyama?) - 9. Ilusión (幻影 Gen'ei?) |                                               |                                        |

| Volumen 2 | ISBN                                          | Publicado                               |
| Volumen 2 | ISBN 978-4-08-877475-6 ISBN 978-8-419-91406-4 | 18 de julio de 2008 27 de julio de 2023 |
| |                                               |                                         |
| Contiene los capítulos: - 10. Escalador solitario (ソロクライマー Sorokuraimā?) - 11. Buscando soledad (単独行を求めて Tandoku gyō o motomete?) - 12. La sombra de Buntaro (文太郎の影 Buntarō no kage?) - 13. Escaleras de emergencia (非常階段 Hijō kaidan?) - 14. Autolimitaciones (自分の限界 Jibun no genkai?) - 15. Camino (進路 Shinro?) - 16. Montaña Futago (双子山 Futagoyama?) - 17. Accidente en descenso (滑落事故 Karraku jiko?) - 18. Salvavidas (救命 Kyūmei?) - 19. Antihéroe (アンチヒーロー Anchihīrō?) - 20. Crueldad (無情 Mujō?) |                                               |                                         |

| Volumen 3 | ISBN                                          | Publicado                                         |
| Volumen 3 | ISBN 978-4-08-877522-7 ISBN 978-8-419-91435-4 | 19 de septiembre de 2008 28 de septiembre de 2023 |
|           |                                               |                                                   |

| Volumen 4 | ISBN                                          | Publicado                                       |
| Volumen 4 | ISBN 978-4-08-877549-4 ISBN 978-8-419-91459-0 | 19 de noviembre de 2008 20 de noviembre de 2023 |
|           |                                               |                                                 |

| Volumen 5 | ISBN                                          | Publicado                                 |
| Volumen 5 | ISBN 978-4-08-877593-7 ISBN 978-8-419-91490-3 | 19 de febrero de 2009 31 de enero de 2024 |
|           |                                               |                                           |

| Volumen 6 | ISBN                                          | Publicado                              |
| Volumen 6 | ISBN 978-4-08-877642-2 ISBN 978-8-410-22313-4 | 19 de mayo de 2009 25 de marzo de 2024 |
|           |                                               |                                        |

| Volumen 7 | ISBN                                          | Publicado                               |
| Volumen 7 | ISBN 978-4-08-877696-5 ISBN 978-8-410-22342-4 | 19 de agosto de 2009 28 de mayo de 2024 |
|           |                                               |                                         |

| Volumen 8 | ISBN                                          | Publicado                                   |
| Volumen 8 | ISBN 978-4-08-877753-5 ISBN 978-8-410-22369-1 | 19 de noviembre de 2009 30 de julio de 2024 |
|           |                                               |                                             |

| Volumen 9 | ISBN                                          | Publicado                                      |
| Volumen 9 | ISBN 978-4-08-877807-5 ISBN 978-8-410-22393-6 | 19 de febrero de 2010 25 de septiembre de 2024 |
|           |                                               |                                                |

| Volumen 10 | ISBN                                          | Publicado                                   |
| Volumen 10 | ISBN 978-4-08-877835-8 ISBN 979-1-387-50618-6 | 19 de marzo de 2010 27 de noviembre de 2024 |
|            |                                               |                                             |

| Volumen 11 | ISBN                   | Publicado           |
| Volumen 11 | ISBN 978-4-08-877880-8 | 18 de junio de 2010 |
|            |                        |                     |

| Volumen 12 | ISBN                   | Publicado                |
| Volumen 12 | ISBN 978-4-08-879030-5 | 17 de septiembre de 2010 |
|            |                        |                          |

| Volumen 13 | ISBN                   | Publicado               |
| Volumen 13 | ISBN 978-4-08-879077-0 | 17 de diciembre de 2010 |
|            |                        |                         |

| Volumen 14 | ISBN                   | Publicado             |
| Volumen 14 | ISBN 978-4-08-879120-3 | 18 de febrero de 2011 |
|            |                        |                       |

| Volumen 15 | ISBN                   | Publicado          |
| Volumen 15 | ISBN 978-4-08-879145-6 | 19 de mayo de 2011 |
|            |                        |                    |

| Volumen 16 | ISBN                   | Publicado            |
| Volumen 16 | ISBN 978-4-08-879187-6 | 19 de agosto de 2011 |
|            |                        |                      |

| Volumen 17 | ISBN                   | Publicado               |
| Volumen 17 | ISBN 978-4-08-879236-1 | 18 de noviembre de 2011 |
|            |                        |                         |

## Recepción
En 2010, Kokou no Hito recibió un Premio a la Excelencia en la categoría Manga en la decimocuarta edición del Japan Media Arts Festival. Al año siguiente, fue ganador en la categoría «Mejor manga seinen» en los Premios Prix Mangawa de 2011.